# Associação Cultural e Recreativa Saavedra Guedes
A Associação Cultural e Recreativa Saavedra Guedes é um clube desportivo português, cujas principais modalidade são o futsal, a canoagem e o andebol. Foi fundado em 1934, na freguesia de Pardilhó, Estarreja. As suas cores são o azul e branco.